# 馬修·塞特爾
馬修·塞特爾（英語：Matthew Settle，1969年9月17日—）於北卡羅來納州希科利出生）是一名美國演員，而他飾演最為人知的角色是HBO雷霆傘兵的羅納德·史比爾上尉。

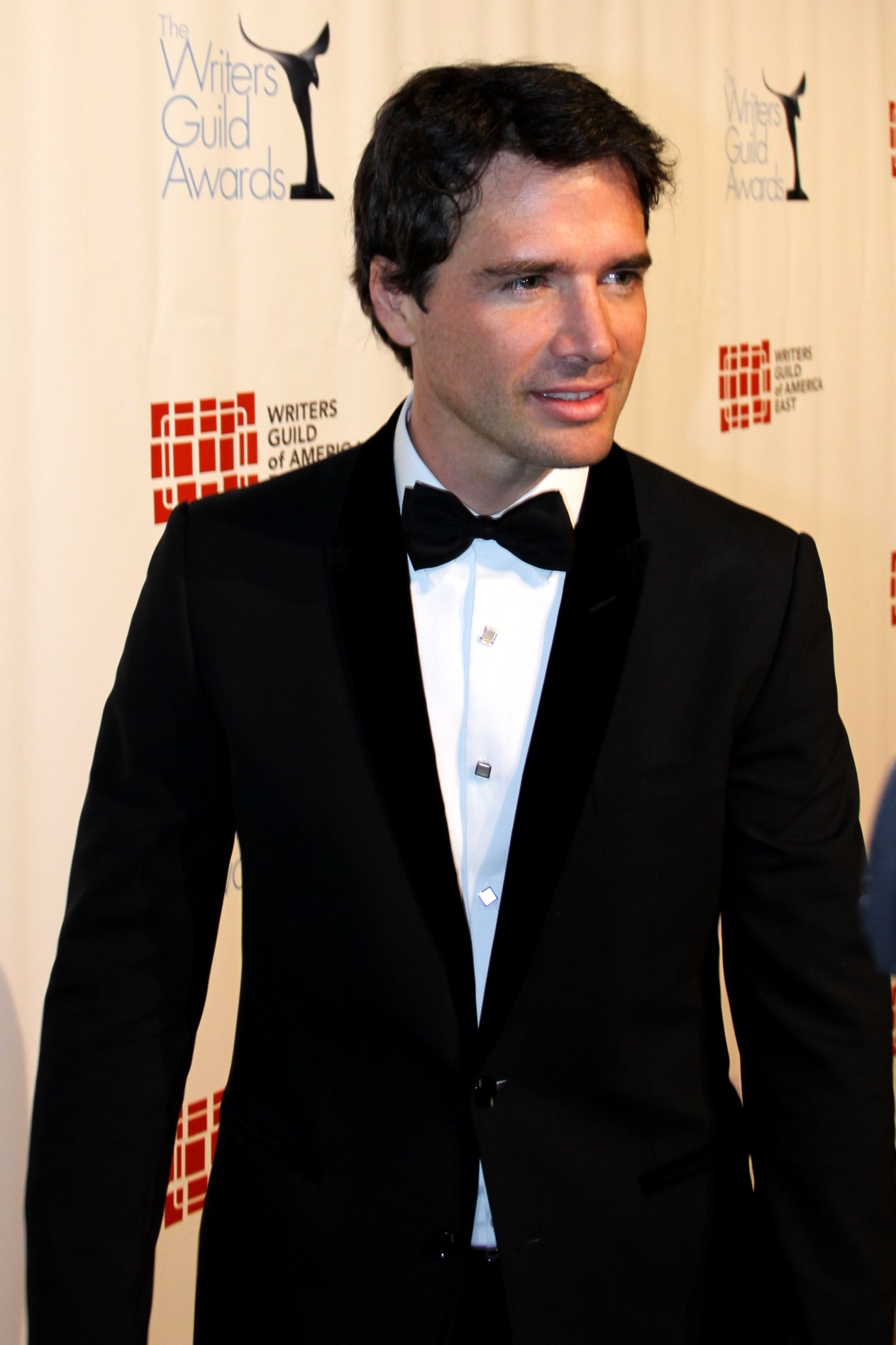
馬修·塞特爾

他在家中排行最小（2個姐姐、4個哥哥），另外他在2006年與一名以色列女性結婚。

## 部分演出
- 花邊教主（Gossip Girl） （2007年至今） — 魯福斯·韓弗瑞（Rufus Humphrey）
- Blue Smoke (2007) — Bo Goodnight
- 兄弟姐妹（Brothers and Sisters） （2006年） — 乔纳森（Jonathan）
- Beneath (2006年) - 約翰(John)
- 聖境預言書 (2006年) - 約翰(John)
- Into the West (2005年) - Jacob Wheeler
- Rancid (2004年)
- Decisive Battles (2004年) - History Channel Host
- Divine Secrets of the Ya-Ya Sisterhood (2002年) - Lt. Jack Whitman
- 雷霆傘兵 (2001年) - 羅納德·史比爾上尉

馬修·塞特爾所飾演的角色中以史比爾上尉為中最廣為人知。而在雷霆傘兵故事中，史比爾上尉亦是富有傳奇性的人物。
- U-571 (2000年) - Ens. Keith Larson, Chief Torpedoman, S-33
- The In Crowd (2000年)- Matt
- The Return of Alex Kelly (1999年) - Alex Kelly
- 舊年暑假仲有鬼 (1998年) - Will Benson
- Justice League of America' (1997年) - Guy Gardner/Green Lantern

## 外部連結
- 馬修·塞特爾在互联网电影资料库（IMDb）上的資料（英文）